# Timaios (historik)
Timaios (řecky Τιμαῖος, asi 356 př. n. l. – asi 260 př. n. l.) byl starověký řecký historik.
Timaios byl synem Andromacha, zakladatele města Tauromenium (dnešní Taormina) na Sicílii. Kvůli své účasti na politickém boji byl kolem roku 317 př. n. l. syrakuským tyranem Agathoklem poslán do vyhnanství. Žil pak dalších padesát let v Athénách, kde studoval rétoriku v Isokratrově řečnické škole a sepsal svá historická díla. Za vlády syrakuského tyrana Hieróna II. mu bylo umožněno vrátit se na Sicílii, kde zemřel.
Hlavním Timaiovým dílem jsou jeho Dějiny (Ιστοριαι) (dochován je pouze zlomek), které ve třiceti osmi knihách zachycují od mytických dob události na Sicílii, Itálii, v Kartágu a v jednotlivých episodách i v Řecku do Agathoklovy smrti v roce 289 př. n. l.. Později Timaios svůj spis doplnil o události, týkající se krále Pyrrha, a dovedl jej zhruba do počátku první punské války. Dále sepsal chronografické dílo o olympijských vítězích a prosadil do řecké historiografie počítání podle olympiád počínaje rokem 776 př. n. l., neboť do té doby byla léta určována různě, např. podle eforů ve Spartě nebo podle archontů v Athénách.
Timaiovi lze vytknout určitou neobjektivnost. Ta se projevovala především v tom, že na některých samovládcích vyhledával jen špatné stránky a často vinil své předchůdce ze lži, takže byl posměšně nazýván Epitimaios (Hanobitel). Nejvýznamnější historik období helénismu Polybios, který na Timaiovy Dějiny navázal, mu zase vytýkal osobní neznalost míst, o kterých psal, a malou praktickou zkušenost s politickými a vojenskými záležitostmi. Přesto se nedá Timaiovu dílu upřít převažující přesnost, která je podložena zevrubným studiem různých zdrojů.